# Sideroxylon capiri
Sideroxylon capiri är en tvåhjärtbladig växtart som först beskrevs av A.Dc., och fick sitt nu gällande namn av Henri François Pittier. Sideroxylon capiri ingår i släktet Sideroxylon och familjen Sapotaceae.

## Underarter
Arten delas in i följande underarter:
- S. c. capiri
- S. c. tempisque

## Bildgalleri

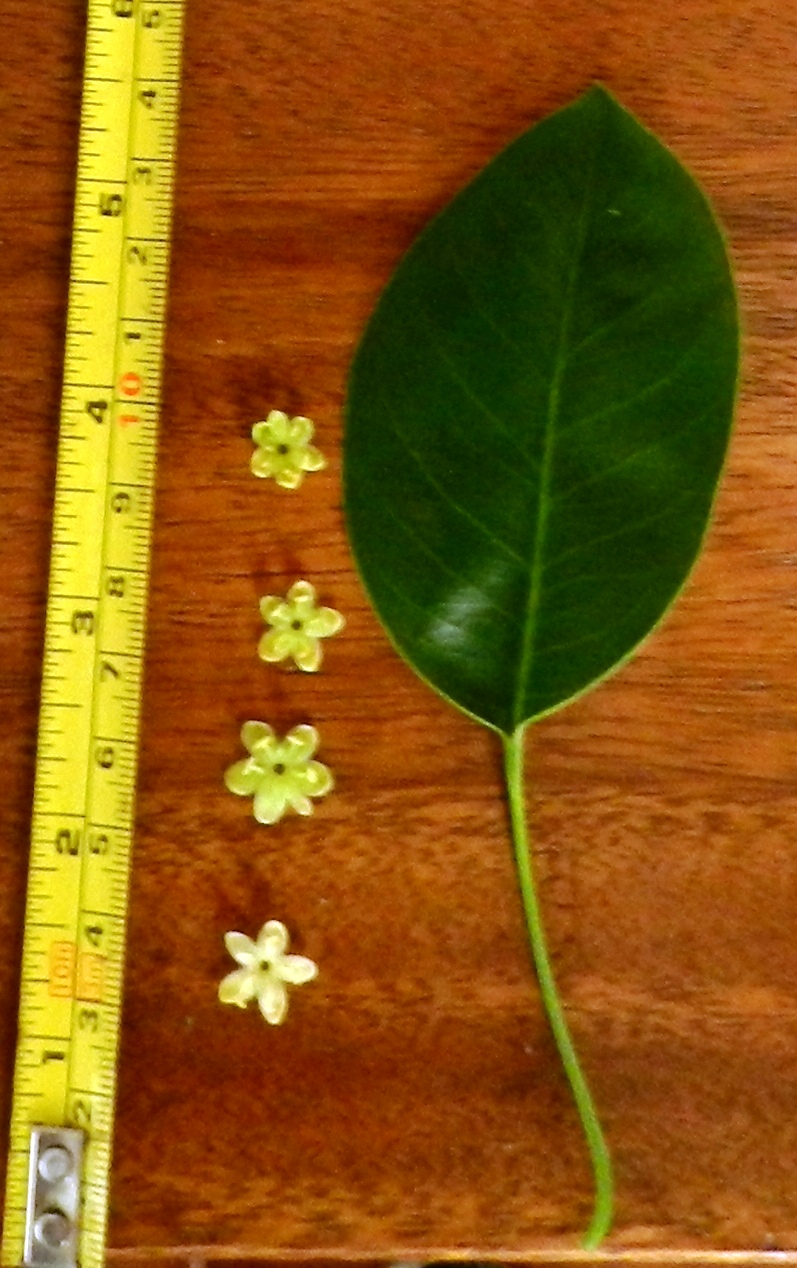
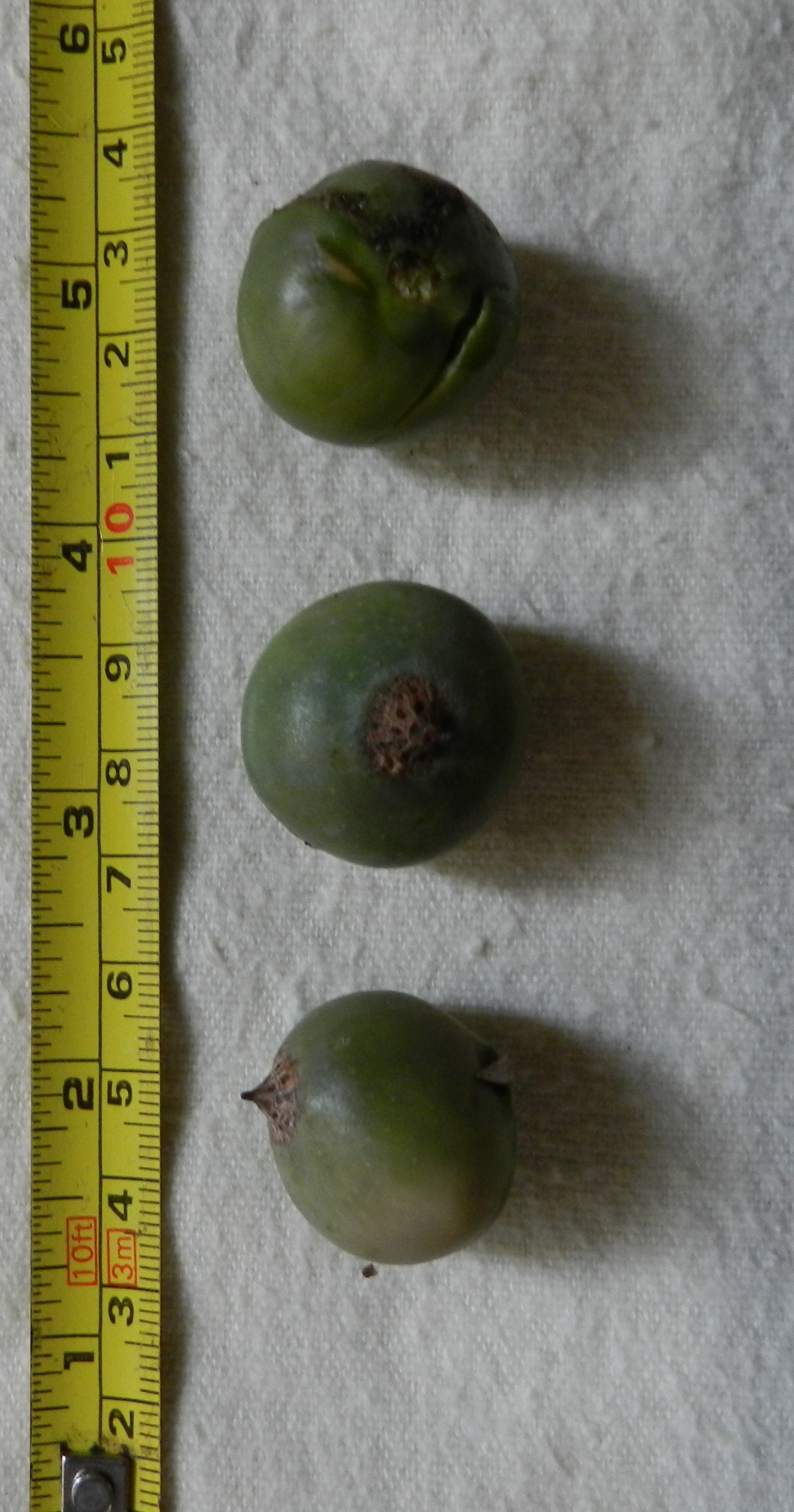